# Granada de fusil M9
La M9 era una granada antitanque de fusil estadounidense empleada durante la Segunda Guerra Mundial. 

## Historia y desarrollo

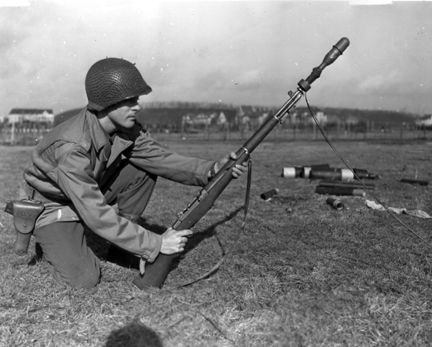
Soldado estadounidense a punto de lanzar una granada M9 desde su fusil M1 Garand.

Era una variante más ligera de la granada M10, que era demasiado pesada para lanzarse a una distancia eficaz desde un fusil. La M10 evolucionó en el cohete de la bazuca.
Hacia el final de la Segunda Guerra Mundial, se observó su limitado efecto contra los tanques pesados alemanes. Esto se hizo evidente cuando las tropas estadounidenses se enfrentaron a los tanques T-34 durante la guerra de Corea. Fue reemplazada como armamento antitanque por la M28, versión estadounidense de la granada de fusil ENERGA, que a su vez fue reemplazada más tarde por la granada de fusil M31 HEAT.
Fue adoptada por los británicos con la designación Granada antitanque No. 85 en 1944, también siendo reemplazada por la Energa en servicio británico durante la década de 1950. Esta nueva munición en el arsenal de la Commonwealth precisaba cartuchos de fogueo especiales, que fueron fabricados en el Reino Unido, Canadá, Australia, India y Pakistán.
China adoptó una copia de la granada de fusil M9A1, con la designación Tipo 64. Fue empleada por las fuerzas norvietnamitas durante la Guerra de Vietnam, siendo lanzada desde bocachas lanzagranadas de espiga AT-44 montadas en carabinas Mosin-Nagant M44.

## Descripción
"GRANADA, ANTITANQUE, M9Al —ESTÁNDAR—

La granada antitanque M9A1, tiene un cuerpo y conjunto de cola hechos de chapa de acero, pesando 1,23 libras [560 g]. Su cuerpo está cargado con 4 onzas [110 g] de Pentolita, empleando el principio de "carga hueca". La cola contiene la espoleta de impacto y la aleta estabilizadora está soldada en un tubo estabilizador atornillado a la ojiva. La espoleta de impacto consiste en un percutor que es mantenido por un resorte mientras la granada recorre su trayectoria. Cuando la granada es suministrada, el percutor es bloqueado mediante un pasador de seguridad. Cuando la granada impacta su objetivo, el percutor es lanzado hacia adelante para activar el detonador y explotar la carga. La carga con forma hueca de esta granada tiene notables capacidades antiblindaje. La granada antitanque de fusil M9A1 reemplaza a la granada antitanque M9."

DEPARTMENTO DE GUERRA, MANUAL DE CAMPAÑA DE LA INFANTERÍA § MANUAL TÉCNICO DE ARMAS Y MUNICIONES, REGIMIENTO DE INFANTERÍA, PARACAÍDAS, junio de 1944, página 43

## Usuarios
- Australia
- Canadá
- China
- Estados Unidos
- India
- Pakistán
- Reino Unido
- Vietnam del Norte